# Christen Christenson
Christen Christenson i riksdagen kallad Christenson i Fladevadsmölla, född 7 oktober 1843 i Håstads församling, Malmöhus län, död där 23 mars 1904, var en svensk fabriksägare, kommunalpolitiker och riksdagsman.
Christenson var ledamot av andra kammaren 1876–1879 och 1882–1885, invald i Torna härads valkrets och var därefter ledamot av första kammaren 1885–1889, invald i Malmöhus läns valkrets. Han skrev en egen motion i riksdagen om att inrätta en professur i svenska språket vid Lunds universitet.